# 1348
Năm 1348 (Số La Mã: MCCCXLVIII) là một năm nhuận bắt đầu từ ngày thứ Ba trong lịch Julius.